# Hiéroglyphe égyptien N6
Le soleil avec un uræus en hiéroglyphes égyptiens, est classifié dans la section N « Ciel, terre, eau » de la liste de Gardiner ; il y est noté N6.

## Représentation
Il représente le disque solaire (hiéroglyphe N5) sur lequel est enroulé un uræus. Il est translittéré Rˁ.

## Utilisation
| r · a | N6 | / | N6 · Z1 |

| r · a | N6 | / | N6 · Z1 |